# سیارک ۲۳۸۸۰
سیارک ۲۳۸۸۰ (به انگلیسی: 23880 Tongil، نامگذاری:1998SG5) بیست و سه هزار و هشتصد و هشتادمین سیارک کشف شده‌است که در ۱۸ سپتامبر ۱۹۹۸ کشف شد.
قدر مطلق سیارک برابر ۳۷.۱ است.